# Luna di miele (serie televisiva)
Luna di miele (Aloha Paradise) è una serie televisiva statunitense in 8 episodi trasmessi per la prima volta nel corso di una sola stagione nel 1981.
È una serie del genere commedia dai risvolti romantici (sullo stile di Love Boat) prodotta da Aaron Spelling e incentrata sulle vicende del personale e dei villeggianti del Paradise Village, alle isole Hawaii. Ogni episodio è caratterizzato da tre o più sottotrame che coinvolgono i clienti del villaggio turistico, incentrate in particolare sui loro problemi d'amore. Molti di essi sono infatti alla ricerca della propria anima gemella e il personale del villaggio, che include Sydney Chase, Fran il direttore, Richard il bagnino ed Evelyn la barwoman, si impegnano in tal senso per soddisfarli. Altri sono in vacanza sull'isola per la luna di miele, altri ancora festeggiano l'anniversario.

## Personaggi e interpreti
- Sydney Chase, interpretata da Debbie Reynolds.
- Curtis Shea, interpretato da Bill Daily.
- Fran Linhart, interpretato da Pat Klous.
- Evelyn Pahinui, interpretata da Mokihana.
- Richard Bean, interpretato da Stephen Shortridge.
- Everett, interpretato da Charles Fleischer.

## Produzione
La serie fu prodotta da Aaron Spelling Productions Le musiche furono composte da Charles Fox.

### Registi
Tra i registi della serie sono accreditati:
- Herbert Kenwith
- Charlie Picerni

### Sceneggiatori
Tra gli sceneggiatori della serie sono accreditati:
- Tom Greene
- Michael Norell in un episodio

## Distribuzione
La serie fu trasmessa negli Stati Uniti dal 25 febbraio 1981 al 22 aprile 1981 sulla rete televisiva ABC. In Italia è stata trasmessa con il titolo Luna di miele.

## Episodi
| Stagione       | Episodi | Prima TV USA |
| -------------- | ------- | ------------ |
| Prima stagione | 8       | 1981         |